# George Wetherill
George Wetherill (nascut el 12 d'agost de 1925 - mort el 19 de juliol de 2006) va ser físic, professor i director científic estatunidenc. Va ser professor de geofísica i geologia a la Universitat de Califòrnia a Los Angeles (UCLA), i director del departament de magnetisme terrestre (Departament of Terrestrial Magnetism, DTM) de la Carnegie Institution.
Wetherill ha estat membre de consells assessors de la NASA, de l'Acadèmia Nacional de Ciències i de la National Science Foundation. Durant 17 anys, va ser editor de l'Annual Review of Earth and Planetary Sciences. També ha estat president de la Meteoritical Society, de la Geochemical Society, del departament de planetologia de la Unió americana de geofísica i de la International Association of Geochemistry and Cosmochemistry.

## Formació
A l'ajuda de la G.I. Bill, George Wetherill obté quatre diplomes en física: un Ph. B. (1948), un S.B. (1949), un S.M. (1951) i un Ph. D. (1953), tots de la Universitat de Chicago. La seva tesi va de la fissió espontània de l'urani, que realitza en tant que becari de la Comissió de l'Energia Atòmica dels Estats Units.

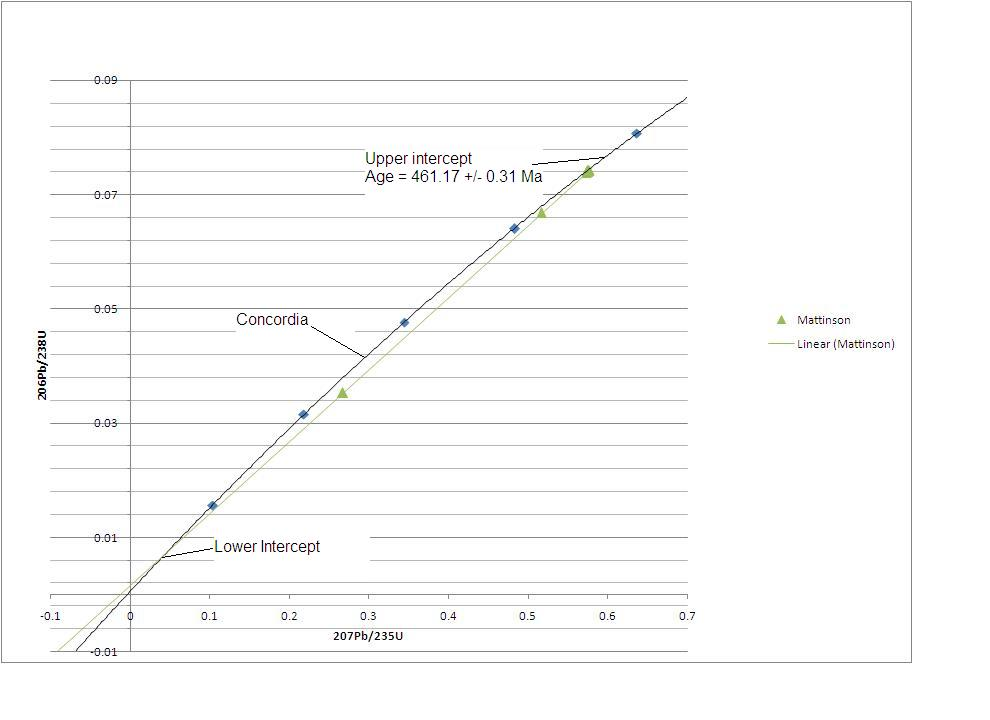
Exemple de diagrama Concòrdia.

Després del seu doctorat, Wetherill es va convertir en membre del departament de magnetisme terrestre de la Carnegie Institution a Washington DC. Allí, es va unir a un grup interdepartamental per determinar l'edat de la Terra utilitzant mètodes geoquímics aplicats sobre roques i implicant la radioactivitat natural. Actualment està desenvolupant el concepte de diagrama Concòrdia per a la datació d'urani-plom.
Wetherill va abandonar el DTM el 1960 i es va convertir en professor de geofísica i geologia a la UCLA. Va dirigir el programa de geologia (1964-1968) i el Department of Planetary and Space Sciences (1968-1972).
El 1975, Wetherill va tornar a dirigir el DTM, direcció que va dur a terme fins al 1991. Va treballar allí, especialment en els models de formació del Sistema Solar, així com la hipòtesi del gran impacte, en relació amb la formació de la Lluna. També es va interessar igualment amb altres astres tals com Mercuri i Júpiter.
Wetherill mor a la casa el 19 de juliol de 2006 a la continuació d'una llarga malaltia.

## Premis i distincions
Wetherill va ser elegit membre de l'Acadèmia Nacional de Ciències dels Estats Units el 1974, va ser guardonat amb la Medalla Leonard per la Meteoritical Society el 1981, el premi G. K. Gilbert atorgada per la Geological Society of America el 1984, el Premi Gerard P. Kuiper concedit per la American Astronomical Society el 1986, la Medalla Harry H. Hess atorgada per l'American Geophysical Union el 1991, la National Medal of Science atorgada pel president dels Estats Units Bill Clinton el 1997, la Medalla J. Lawrence Smith atorgada per l'Acadèmia Nacional de Ciències dels Estats Units l'any 2000 i el Premi Henry Norris Russell atorgat per l'American Astronomical Society el 2003.